# 仙台市立旭丘小学校
仙台市立旭丘小学校（せんだいしりつ あさひがおかしょうがっこう）は宮城県仙台市青葉区旭ケ丘3丁目にある公立小学校である。2024年の児童数は397人、17学級、教員23人

## 沿革
出典
- 1967年（昭和42年）4月1日 - 小松島小学校、台原小学校より分離開校。
- 1969年（昭和44年）4月1日 - 泉市立黒松小学校が分離開校。
- 1970年（昭和45年）4月1日 - 泉市立南光台小学校が分離開校。当初は旭丘小学校内に仮校舎が設けられた。
- 1971年（昭和46年）3月1日 - 南光台小学校の校舎が完成。
- 1993年  (平成5年)    4月1日 - メルヘン学級開級。
- 1999年  (平成20年) 11月 - 新校舎完成。

## 学区
出典
- 旭ケ丘2丁目（全域）
- 旭ケ丘3丁目（全域）
- 旭ケ丘4丁目（全域）
- 北根黒松（3～18番）

## 進学先中学校
出典
- 仙台市立台原中学校

## 周辺
- 仙台市旭ケ丘児童館 - 同一建物内
- 社会福祉法人木這子（きぼこ）あさひの森保育園 - 敷地が隣接し、かつ進学前保育園のひとつ。
- 日立システムズホール仙台 - 敷地が隣接。
- 仙台市地下鉄南北線旭ヶ丘駅
- 旭ヶ丘市民センター
- 旭ヶ丘駅バスターミナル
- 旭ケ丘老人憩の家
- HOKUSHU仙台市科学館
- 台原森林公園
- 仙台市立旭ケ丘保育所 - 進学前保育所のひとつ。

## アクセス
- 仙台市地下鉄南北線旭ヶ丘駅（東1出口）から、学校正門まで、徒歩約380m・約6分。
- 旭ヶ丘駅バスターミナルから、徒歩約400m・約6分。
  - 発着路線については、該当項を参照。